# Manifestation de conscience
Dans l'Église catholique la manifestation de conscience est une pratique, dans les ordres et instituts religieux, de mettre son supérieur au courant de l'état de sa conscience. Ceci afin que, connaissant intimement la personne, le supérieur puisse mieux la guider sur la voie du progrès spirituel.
Ce n'est pas une forme de confession, et donc le supérieur n'est pas nécessairement un prêtre. Comme dans la confession, cependant, le secret doit être maintenu inviolablement, et donc un sujet peut s'opposer à tout usage externe, quel qu’il soit, des révélations qu'il a pu faire à son supérieur.
La connaissance de l'état d'âme acquise par la manifestation de la conscience permet au supérieur de déterminer l'opportunité de la fréquence de la communion, quelle lecture spirituelle doit être sélectionnée, quelle pénitence doit être pratiquée, quel conseil donner à la suite de difficultés, de doutes ou de tentations. Il est important cependant que le supérieur ne prenne pas le rôle du psychologue ou thérapeute. 
Afin d'éliminer certains abus, par le décret Quemadmodum du 17 décembre 1890, le pape Léon XIII a interdit dans des termes très fermes toute imposition au nom du vœu d'obéissance de la manifestation de conscience, ainsi que de toute autre pratique contraignante des supérieurs locaux (ou de leur hiérarchie) poussant leurs sujets à faire de telles manifestations.
Toutes dispositions des statuts d'instituts religieux contraires au décret Quemadmodum sont déclarées nulles et abrogées, même si une approbation du Siège apostolique avait déjà été données précédemment. Il est également imposé aux supérieurs et directeurs de ces instituts d'éliminer toute disposition de ce genre de leur Constitutions, Directives ou Manuels; le décret annule et supprime tout usage sur cette matière ou coutumes même d’origines immémoriales.
Il est également fait obligation au sujet de dénoncer à leur supérieur général, ou le cas échéant à la Congrégation compétente, toute sollicitation, directe ou indirecte, par précepte, conseil, peur, menaces ou flatteries, de manifestation de conscience.
Les dispositions du décret Quemadmodum devront également être traduites en langue vernaculaire et lues publiquement une fois l'an dans les instituts concernés.
Ces principes de prudence quant à la manifestation de conscience ont été confirmés, entre autres, dans la dernière version du Code de Droit Canon de 1983 Can.630.
Si certains ordres ou congrégations religieuses ont dû modifier leurs statuts en conséquence, la Compagnie de Jésus a obtenu, en 1923 comme après la promulgation du code de 1983, que la pratique du 'compte de conscience' telle que décrite dans ses Constitutions continue, étant donné son importance comme élément de gouvernement spirituel ignatien.